# Hiratsuka
Hiratsuka (japanisch 平塚市, -shi) ist eine Großstadt im Süden der japanischen Präfektur Kanagawa.

## Geographie
Hiratsuka liegt südlich von Tokio und Atsugi, südwestlich von Yokohama, westlich von Chigasaki und östlich von Odawara an der Sagami-Bucht.
Der Sagami (Fluss) durchfließt die Stadt von Nordosten nach Südosten.

## Geschichte
Hiratsuka war eine Poststation (宿場町 Shukuba-machi) der Tōkaidō während der Edo-Zeit.
Im Rahmen des Zweiten Weltkriegs wurde die Stadt am 16. Juli 1945 durch die United States Army Air Forces (USAAF) mit Napalmbomben bombardiert. Der Angriff zerstörte rund 48 % des Stadtgebietes und forderte 235 Tote (siehe Luftangriffe auf Japan).
Die Stadtgründung erfolgte am 1. April 1932.

## Sehenswürdigkeiten
- Kōmyō-ji
- Tanabata-Fest

## Verkehr
- Straße

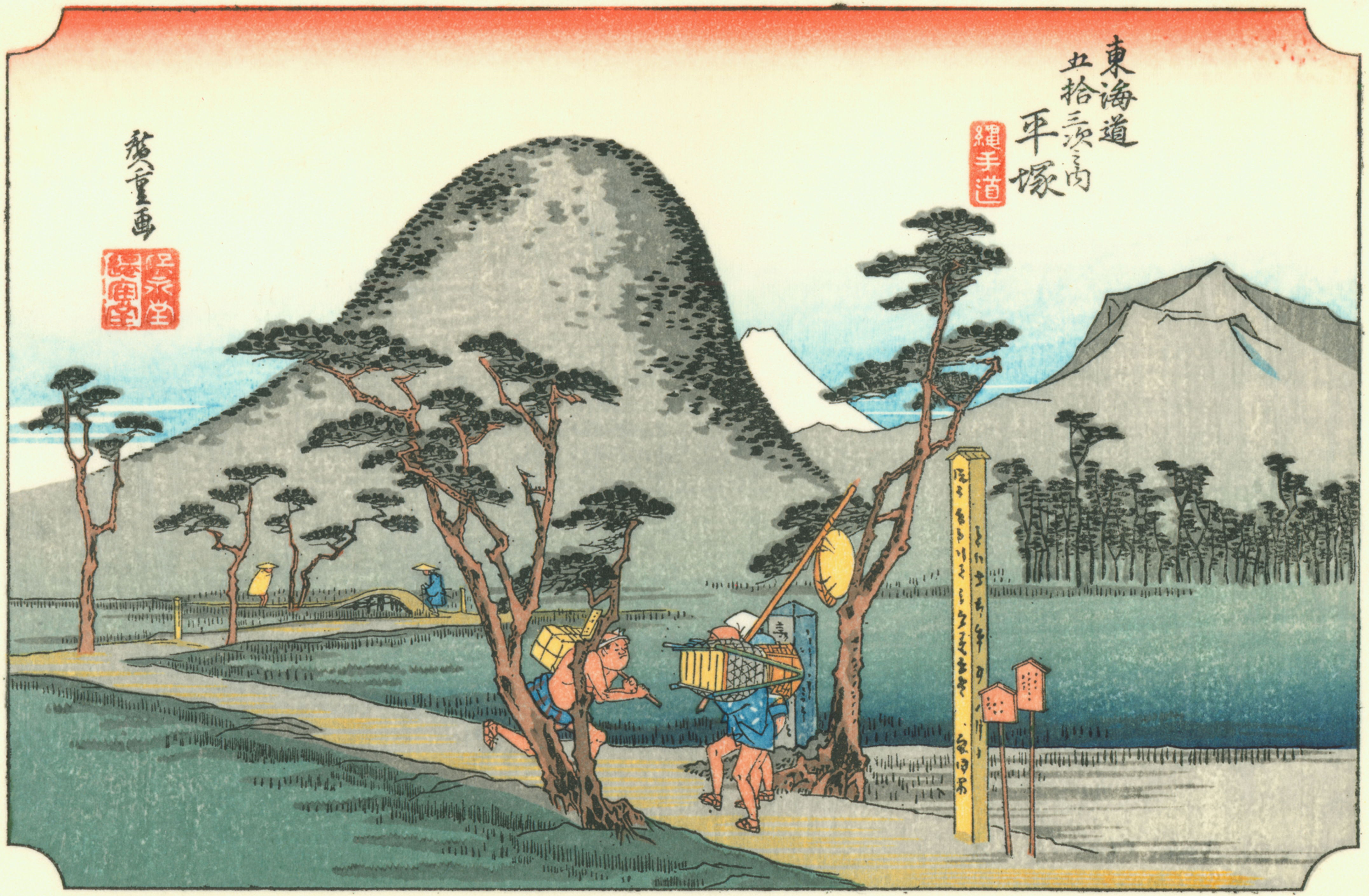
Hiratsuka, Farbholzschnitt von Hiroshige in der Serie Die 53 Stationen des Tōkaidō (Hoeidō-Ausgabe), um 1835

  - Nationalstraße 1, nach Tōkyō bzw. Kyōto
  - Nationalstraße 129, nach Atsugi und Sagamihara
  - Tōkaidō
- Zug
  - JR Tōkaidō-Hauptlinie, Bahnhof Hiratsuka nach Tōkyō bzw. Atami

## Wirtschaft

### Fabriken
- Daiichi Sankyō
- Yokohama (Unternehmen)
- Japan Tobacco
- Canon
- Nissan

## Sport
Hiratsuka ist die Heimat des Fußballvereins Shonan Bellmare.

## Städtepartnerschaften
- Takayama, Japan, seit 1982
- Izu, Japan, seit 1982
- Hanamaki, Japan, seit 1984
- Lawrence, Vereinigte Staaten, seit 1990

## Söhne und Töchter der Stadt
- Kikumura Itaru (1925–1999), Schriftsteller
- Yōhei Kōno (* 1937), LDP-Politiker
- Tarō Kōno (* 1963), LDP-Politiker
- Kayoko Obata (* 1971), Marathonläuferin
- Eri Yamada (* 1984), Softballspielerin
- Hinata Watanabe (* 1986), Weltergewichts-Kickboxer
- Tsuyoshi Satō (* 1988), Fußballspieler
- Hokuto Shimoda (* 1991), Fußballspieler

## Weblinks

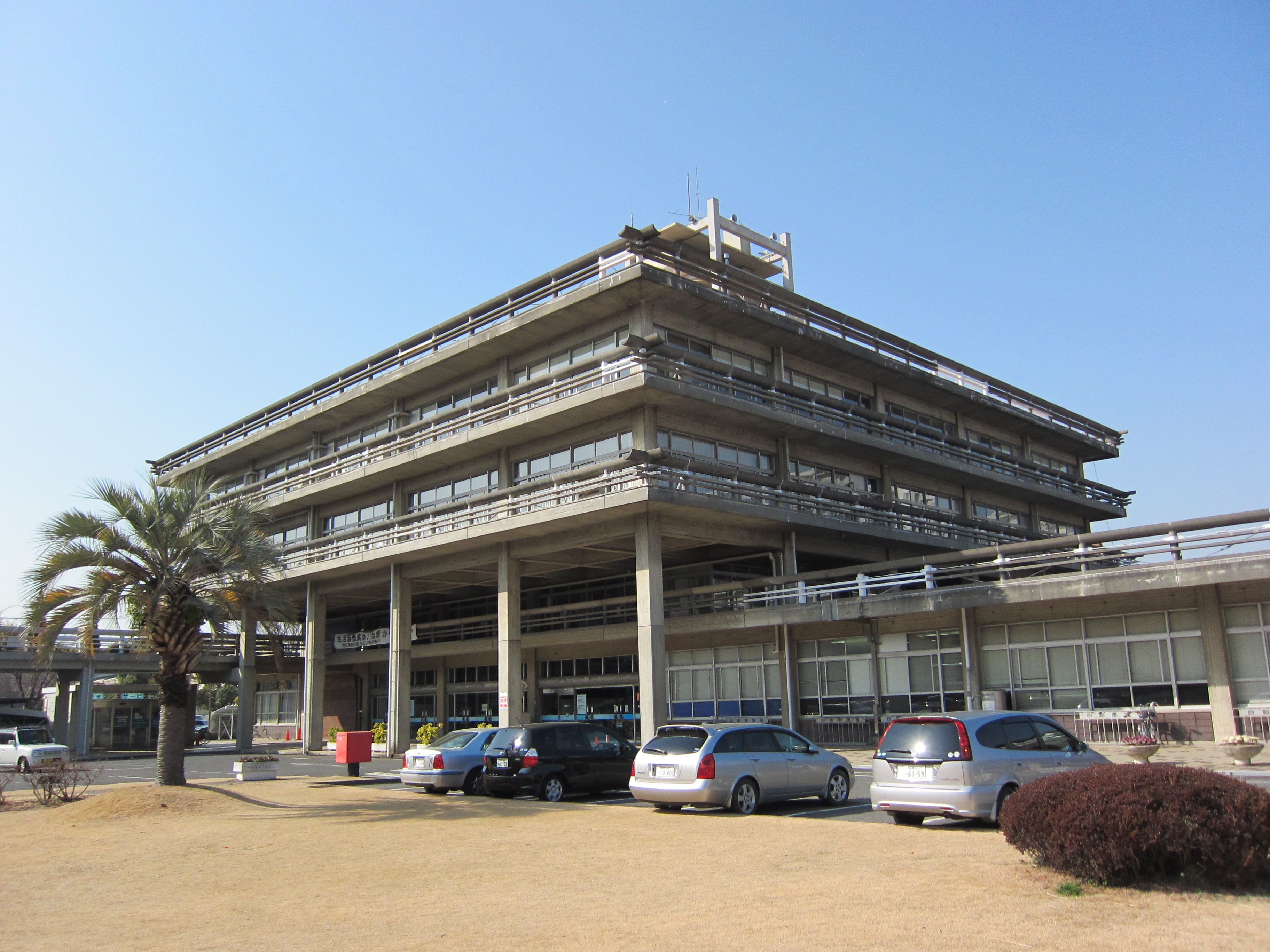
Rathaus von Hiratsuka

## Angrenzende Städte und Gemeinden
- Chigasaki
- Atsugi
- Ōiso
- Ninomiya